# Academia Secretorum Naturae

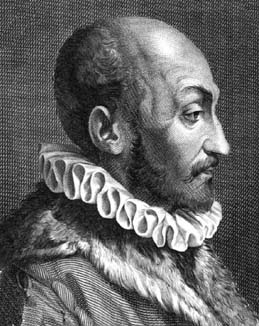
Giambattista della Porta, fundador de l' Academia Secretorum Naturae

L' Academia Secretorum Naturae, la primera societat científica, va ser fundada a Nàpols l'any 1560 per Giambattista della Porta, un destacat polímata. En italià s'anomenava Accademia dei Segreti, l'Acadèmia dels misteris de la natura, i els membres es referien a ells mateixos com els otiosi (homes d'oci). La societat es reunia a la casa de della Porta, a la secció Due Porte de Nàpols, anomenada així en referència a dues entrades a les cavernes que aparentment servien de lloc de trobada. (El jaciment ha estat recentment objecte d'arqueologia urbana). "Els candidats a ser membres havien de presentar un fet nou de les ciències naturals com a condició de pertinença", però, en cas contrari, l'adhesió estava oberta. Les seves activitats van ser objecte d'una investigació eclesiàstica i la Porta va rebre l'ordre del papa Gregori XIII de tancar la seva Acadèmia el 1578 sota sospita de bruixeria.